# クトゥルフ領域
クトゥルフ領域（Cthulhu Macula）は、準惑星冥王星の赤道付近に沿って広がっている、クジラのような模様をした褐色の箇所のことである。幅およそ300km、長さおよそ3000km、赤道全長の1/3をしめる。かつては広い領域を指す「レジオ」Regio を付してクトゥルフ・レジオ（Cthulhu Regio）と呼称されたが、暗色の地域を意味する「マクラ」 (Macula (planetary geology)) に改められている。
NASAの探査機ニュー・ホライズンズによって2015年7月8日に発見され、暫定名クトゥルフと呼ばれるようになった。この名前はハワード・フィリップス・ラヴクラフトが創作した神格「クトゥルフ」に由来している。なお、水星の南極にはラヴクラフト (Lovecraft (crater)) と命名されたクレーターがある。
日本の研究チームは衛星カロンに注目し、かつて冥王星に巨大天体が衝突し、クトゥルフ領域とカロンが造られたことをデータをもとに主張している。